# Eremiaphila turcica
Eremiaphila turcica è una specie di mantide religiosa appartenente al genere Eremiaphila.